# Mateřství (Dr. House)
Mateřství (v anglickém originále Maternity) je čtvrtá epizoda z první řady seriálu Dr. House.

## Děj
Epizoda začíná tím, že si matka hraje s právě narozenou dcerou, která ale začne zvracet. Zavolají porodníka, aby se na ní podíval. Ten dceři zjistí teplotu a po chvíli má i záchvat. House se to dozví, když kouká u porodníků na pokoji na televizi. Začne zkoumat i ostatní novorozence a najde podobné případy. Z toho vydedukuje, že se v nemocnici nachází infekce. Cuddyová to však odmítá. Dětem začínají selhávat ledviny. Celkem je šest nemocných, ale tým se nemůže shodnout na léčbě. House se proto rozhodne léčit každé dítě jiným postupem. Hodí si mincí a rozhodne co komu nasadit. Cuddyová nechává prohledat celou nemocnici, ale nic se nenajde. Mezitím jednomu dítěti selhává srdce. House proto ví, která léčba byla špatná a zbývající děti už léčí správným lékem. Provede pitvu zemřelého a zjistí, že dítě mělo virem poškozené srdce. Podle protilátek v těle matky zjistí, že se jedná o echovirus 11. Léčba zabírá a ostatní děti se uzdravují. Stále se však neví, kdo děti nakazil. Ke konci epizody však House zjistí, že původcem nákazy byla stará zaměstnankyně nemocnice, která dětem roznášela plyšové medvídky.

## Diagnózy
- špatné diagnózy: MRSA, pseudomona
- správná diagnóza: infekce echovirem 11